# Riu Ket
El Ket o Gran Ket (en rus Кеть, Ket, o Большая Кеть, Bólxaia Ket) és un riu de 1.621 km de llargada que neix a les muntanyes Saian i discorre per la part meridional de Sibèria, a Rússia. És un afluent de l'Obi i la seva conca té una superfície de 94.200 km².
La regió del baix Ket és la llar tradicional dels kets, un antic poble nòmada descendent de les tribus de caçadors i pescadors de la taigà.

## Geografia
El Ket neix al sud de Sibèria, al krai de Krasnoiarsk, al vessant septentrional de les muntanyes Saian, al nord de Krasnoiarsk, a poca distància del curs del riu Ienissei. En un primer moment pren la direcció nord-est, per girar posteriorment cap a l'oest, travessant l'óblast de Tomsk. Discorre en gran part per la plana de Sibèria Occidental, en una àrea plana i de difícil drenatge. Quan el riu arriba a pocs quilòmetres de l'Obi es divideix en dos braços diferenciats. A les ribes del Ket quasi no hi ha centres urbans, donada la baixa densitat de població de la seva conca; els principals són Losinobórskaia i Ust-Oziórnoie.
El riu és navegable des de la seva desembocadura fins a la localitat d'Ust-Oziórnoie. El règim del riu és similar al de tots els rius siberians, amb un període de crescuda a finals de primavera arran del desgel i un període en què està congelat, des de finals d'octubre o primers de novembre fins a finals d'abril o primers de maig.

## Història
A finals del segle xix es va començar a construir el canal Ket-Kas, o canal Obi-Ienissei, per tal de connectar el riu Ket i la conca de l'Obi amb el Gran Kas, un afluent del Ienissei. Amb tot, el mal disseny del canal, mal situat, estret, poc profund i congelat la major part de l'any, va fer que no pogués competir amb el Transsiberià, per la qual cosa la seva explotació va quedar abandonada el 1921.